# Neuroleon regnieri
Neuroleon regnieri är en insektsart som beskrevs av Navás 1922. Neuroleon regnieri ingår i släktet Neuroleon och familjen myrlejonsländor. Inga underarter finns listade i Catalogue of Life.